# Pjatizvëzdnaja
La Pjatizvëzdnaja (in russo пятизвездная?) è una vodka russa, prodotta dalla LIVIZ di San Pietroburgo. Il suo nome significa "pentastellata".